# Hubert Köster
Hubert Köster (* 5. Dezember 1895 in Olsberg; † 4. Mai 1939 in Goddelau) war ein hessischer Politiker (NSDAP) und Abgeordneter des Landtags des Volksstaates Hessen in der Weimarer Republik.

## Familie und Beruf
Hubert Köster war der Sohn des Grubenzimmermanns Bernhard Köster und dessen Frau Theresia geborene Köster.
Er arbeitete als Handlungsgehilfe in Gernsheim. Hubert Köster, der katholischer Konfession war, heiratete am 21. Mai 1931 Barbara Adler.

## Politik
Hubert Köster trat zum 1. Juli 1930 in die NSDAP ein (Mitgliedsnummer 272.708). Er rückte am 1. September 1932 für den ausgeschiedenen Richard Wagner in den Landtag nach und erklärte bereits am 16. September 1932 den Mandatsverzicht. Für ihn rückte Otto Weller nach.